# SENS Research Foundation
SENS Research Foundation (Strategies for Engineered Negligible Senescence Research Foundation) er en 501(c)(3) non-profit organization grundlagt af Michael Kope, Aubrey de Grey, Jeff Hall, Sarah Marr og Kevin Perrott. Organisationen har hovedbase i Mountain View, California, USA. Organisationens aktiviteter inkluderer forskningsprogrammer og public relations arbejde for anvendelsen af regenerativ medicin mod sygdomme forårsaget af alderdom. Før organisationen blev startet i marts 2009, blev SENS forskningsprogram primært drevet af Methuselah Foundation, startet af Aubrey de Grey og David Gobel.

## Målsætning
Organisationens mål er at forandre måden hvorpå verden forsker i og behandler alderdomsrelaterede sygdomme. Der advokeres for en særlig 'SENS' fremgangmetode, som beskrives som reperationen af levende celler og extracellular materiale i området, en fremgangsmåde som modsætter sig geriatrisk medicins fokus på specifikke sygdomme og skavanker og biogerontologiens fokus på intervention i de metaboliske processer. SENS finansierer forskning og anvender medier og uddannelse til at behandle forskellige forskningsprogrammer, der til sammen udgør SENS projektet.
SENS Research Foundation jagter de forskningområder, der passer ind i syv kategorier af celleskade, som opbygges over tid: opsamlede side-effekter af metabolisme som til sidst er dødelig.

SENS Research Foundation har mindst ét projekt kørende for hver af de syv forskningområder.

## Fodnoter
1. ↑  
de Grey, Aubrey; Rae, Michael (september 2007). Ending Aging: The Rejuvenation Breakthroughs that Could Reverse Human Aging in Our Lifetime. New York, NY: St. Martin's Press. s. 416. ISBN 0-312-36706-6.